# Jef Poskanzer
Jeffrey A. Poskanzer, meglio noto come Jef Poskanzer (New York, 1958), è un ingegnere e programmatore statunitense.
È cresciuto a Bellport (Long Island), Berkeley e Parigi. 
Nel 1972 ha fondato a Berkeley l'azienda informatica ACME Laboratories (nota anche come ACME Labs), specializzata nello sviluppo di software open source. Tra i software da lui creati vi sono il servizio cartografico online "ACME Mapper", Netpbm (Portable pixmap) e il server Thttpd HTTP. 
Ha collaborato all'implementazione Unix di A/UX per conto di Apple.
Gli è stato assegnato due volte il premio "Lifetime Achievement Award" di USENIX: nel 1993 con  Berkeley Unix, nel 1996 con il "Software Tools Project". 
È proprietario dal 1991 del dominio internet acme.com, che è anche la home page di ACME Laboratories.